# Dirty Rotten Imbeciles
Dirty Rotten Imbeciles (D.R.I.) és un grup de crossover thrash estatunidenc que es va formar a Houston el 1982. Actualment la banda està formada per dos dels seus membres originals, el vocalista Kurt Brecht i el guitarrista Spike Cassidy, així com pel bateria Rob Rampy i el baixista Greg Orr.
D.R.I. no ha gaudit mai d'èxit comercial, però la fusió de les seves arrels hardcore punk amb influències del thrash metal va ser un impuls estilístic per altres grups com Suicidal Tendencies, Corrosion of Conformity, Stormtroopers of Death, Cro-Mags, Nuclear Assault i Cryptic Slaughter, al costat dels quals són considerats com un dels pioners del que més tard s'anomenaria «crossover thrash», juntament amb Adrenalin O.D., tenint ambdues bandes una gran influència en el thrash metal contemporani.

## Discografia

### Àlbums d'estudi
- Dealing with It! (1985)
- Crossover (1987)
- 4 of a Kind (1988)
- Thrash Zone (1989)
- Definition (1992)
- Full Speed Ahead (1995)

### EP
- Dirty Rotten (1983)[4]
- Violent Pacification (1984)
- The Dirty Rotten Power (2001)
- But Wait... There's More! (2016)[5]